# Ženy v pokušení
Ženy v pokušení je film Jiřího Vejdělka, který měl premiéru v roce 2010. Jde o Vejdělkův čtvrtý celovečerní film, poprvé ale natočil vlastní námět.
Film byl s 1,23 miliony diváků (z toho 93 000 během prvního víkendu) nejnavštěvovanějším filmem v České republice v roce 2010 a Jiří Vejdělek se tak stal třetím českým režisérem, jehož film překonal milionovou návštěvnost. Film byl tedy i komerčně úspěšný, když při rozpočtu 25 milionů v českých kinech utržil 123,8 milionů Kč.
V plánu je vznik muzikálová verze, autorem hudby by měl být František Soukup z kapely Nightwork.
Eliška Balzerová za svou roli ve filmu získala Českého lva za ženský herecký výkon ve vedlejší roli, film byl také nominován v kategoriích ženský herecký výkon v hlavní roli (Lenka Vlasáková) a nejlepší hudba (Jan P. Muchow).
Od ledna roku 2014 se také chystá natáčení anglického remakeu pod producentem Garethem Unwinem, který se podepsal například pod Královu řeč.

## Děj
Děj pojednává o Heleně (Lenka Vlasáková), odbornici na manželské problémy, kterou opustí manžel, a její dvacetiletá dcera Laura (Veronika Kubařová) i matka Vilma (Eliška Balzerová), bývalá herečka, jí chtějí pomoci najít nového partnera, samy však musí řešit vlastní milostné problémy.

## Výroba
Film se natáčel v září a v říjnu 2009 v Praze a v Mařenicích. K filmu vznikla píseň Slunce v duši od kapely Nightwork, ve které zpívá Vojtěch Dyk.

## Obsazení
| Eliška Balzerová  | Vilma Válová                                                    |
| Lenka Vlasáková   | Helena                                                          |
| Veronika Kubařová | Laura                                                           |
| Vojtěch Dyk       | Jakub - přítel Laury                                            |
| Jiří Macháček     | Michal - Jakubův kamarád                                        |
| Roman Zach        | Dan - sportovní redaktor a spisovatel, který píše knihu o Vilmě |
| Michal Kern       | číšník v kavárně                                                |
| Michal Gulyáš     | Zdeněk - manžel Heleny                                          |

## Recenze
- Kamil Fila, Aktuálně.cz, 18. března 2010  [7]
- Mirka Spáčilová, iDnes.cz 16. března 2010  [8]
- František Fuka, FFFilm, 14. března 2010  [9]
- Jaroslav Sedláček, Kinobox.cz, 13. března 2010  [10]
- Lenka Šklubalová, NeKultura.cz 26. srpna 2010  [11]